# Bulgarie aux Jeux olympiques d'hiver de 2002
La Bulgarie participe aux Jeux olympiques d'hiver de 2002 à Salt Lake City.

## Athlètes engagés
La délégation bulgare se compose de vingt-trois athlètes repartis dans sept disciplines sportives : le ski alpin, le biathlon, le bobsleigh, le ski de fond, le patinage artistique, le patinage de vitesse sur piste courte et le saut à ski.

## Médaillés
| Medaille | Athlète            | Sport                                | Épreuve                |
| -------- | ------------------ | ------------------------------------ | ---------------------- |
| Argent   | Evgenia Radanova   | Patinage de vitesse sur piste courte | 500 m Femmes           |
| Bronze   | Irina Nikoultchina | Biathlon                             | 10 km Poursuite Femmes |
| Bronze   | Evgenia Radanova   | Patinage de vitesse sur piste courte | 1 500 m Femmes         |